# Derdian
Derdian es una banda de power metal con toques sinfónicos de Milán, Italia; fundada en 1998.

## Biografía
En 1998, "Henry Pistolese" y Marco Covelli fundaron lo que pretendía ser una banda de Thrash metal. Al proyecto se unió Luigi Trapani (voces/guitarra) y Samuele Carrari (bajo). Empezaron haciendo covers de Metallica y Megadeth, pero en el momento de crear su propia música surgió el estilo Power metal. Fue entonces cuando Marco y Enrico (Henry), decidieron cambiar su estilo por el Power metal, dedicándose así a componer material original. Este cambio propició el abandono prematuro de Luigi y Samuele, quienes fueron sustituidos por Max Raineri (bajo), Luca Aversa (guitarra), Federico Bonetti (teclados) y Andrea Figus (voces).
Derdian lanzaron su primer CD Demo auto-producido llamado Revenge en 2001. Distribuido solamente en Italia, fue muy bien recibido por la crítica power-metalera, en revistas como Power Zone Magazine y Orion Magazine. Tras el lanzamiento de la Demo ocurrieron más cambios de formación, ya que debido al periodo de inactividad y a diversos conflictos internos, Federico y Max abandonaron el grupo. Fueron remplazados, esta vez por Marco Garau (teclados) y Alessandro Colombo (bajo), ambos exmiembros de la por aquel entonces recientemente desaparecida Eternal Glory. Esa formación empezó a escribir nuevas canciones y a salir a la carretera. Por problemas con el tempo, Luca Aversa abandonó el grupo (junio de 2002), siendo remplazado por Massimo Sangiorgi, quien no duró prácticamente nada debido a su desacuerdo con diversos miembros de la banda.
En febrero de ese mismo año, Derdian tocaron en directo desde el Indian's Saloon de Bresso (Milán), y en marzo en el Transilvania, en Milán. En abril, la banda participó en un concurso en el Madigans, en Osnago (Lecce), pero sin el cantante Andrea Figus, quien decidió abandonar el grupo a causa, nuevamente, de conflictos y desacuerdos internos. Fue Enrico quien le sustituyó la noche del concurso. Tras este periodo de dificultades, el grupo decidió componer nuevo material, y finalmente pasaron por un momento de estabilidad en la plantilla con la incorporación de Danny Glick (miembro de Silence) como "frontman" y Massimiliano Pitaro como guitarrista. Tras unos meses, en diciembre de 2002 Danny Glick, Marco Covelli (batería), Pitaro y Colombo (bajo) decidieron abandonar la formación. Aun así, se tomaron la molestia de procurar que Derdian incorporara nuevos miembros, y estos fueron Marco Sivo (voces), Massimo Sangiorgi (guitarra), quien volvió a la banda, al mismo tiempo que llegaba otro vocalista, Joe Caggianeli. Sin embargo, la banda estaba huérfana de una guitarra rítmica, un bajo y batería. Se cambió a Marco Sivo por "Cristo" (bajo), y Salvatore "Salva", completó la formación en la batería.
En 2003, el grupo lanzó su segunda Demo, Incitement, que precedió la expulsión de "Cristo" por diferencias musicales, siendo sustituido en noviembre por Marco Banfi. Mientras, Derdian se abría camino entre la escena italiana, realizando varios conciertos a lo largo del país. Esto les llevó el reconocimiento suficiente para firmar con SteelHeart Records, lanzando, en marzo de 2005, su primer álbum de estudio, New Era Part I, vendiendo bastantes copias en todo el mundo, especialmente en Japón, Corea, Canadá y Estados Unidos. Nuevamente, Derdian decidió cortar con Massimo Sangiorgi, sustituido esta vez por Dario Radaelli.
En 2007, el grupo firmó con Magna Carta Records, con quienes han lanzado su segundo álbum, New Era Part II: War of the Gods, donde tratan el tema power-metalero por excelencia, la mitología, los héroes y los villanos

## Miembros

### Miembros actuales
- Ivan Giannini - Voces
- Marco Banfi - Bajo
- Henry Pistolese - Guitarra, voces
- Dario Radaelli - Guitarra
- Salvatore Giordano - Batería

### Miembros pasados
- Joe Caggianelli - Voces
- Fulvio Manganini - Bajo
- Samuele Carrari - Bajo
- Max Raineri - Bajo
- Luca Aversa - Guitarra
- Marco Covelli - Batería
- Federico Bonetti - Teclados
- Andrea Figus - Voces
- Luigi Trapani - Guitarra y voces
- Daniele Orlandi - Bajo
- Alex Raven - Bajo
- Massimo Sangiorgi - Guitarra
- Massimiliano Pitaro - Guitarra
- Marco Sivo - Voces
- Danny Glick - Voces
- Cristo - Bajo
- Luciano "Lucio" Severgnini - Bajo
- Marco Garau - Teclados

### Miembros Invitados (Revolution Era)
- Fabio Lione-Rhapsody of Fire
- Henning Basse-Metalium
- D.C.Cooper-Royal Hunt
- Andrea Bicego-4th Dimension
- Roberto Ramon Messina-Phsical Noise
- Li Wang ´´Leo´´ Figaro-Minstrelix
- Elisa C Martin-Dark Moor
- Terence Holler-ElDritch
- Mark Basile-DGM
- Ralf Scheepers-Primal Fear
- Davide ´´Damna´´ Moras-ElvenKing
- GL Perotti-Extrema
- Apollo Papathansaio-Masquerade

## Discografía
- Revenge: Demo
- Incitement: Demo
- New Era Part 1 (2005)
- New Era Part 2: War of the Gods (2007)
- New Era Part 3: The Apocalypse (2010)
- Limbo (2013)
- Human Reset (2014)
- Revolution Era (2016)
- DNA (2018)
- Black Typhoon (2021)